# گلوریس پراپرتی
گلوریس پراپرتی (انگلیسی: Glorious Property) شرکت املاک چینی است، که در سال ۲۰۰۷ تأسیس شد.